# ボルツァーノ県立考古学博物館

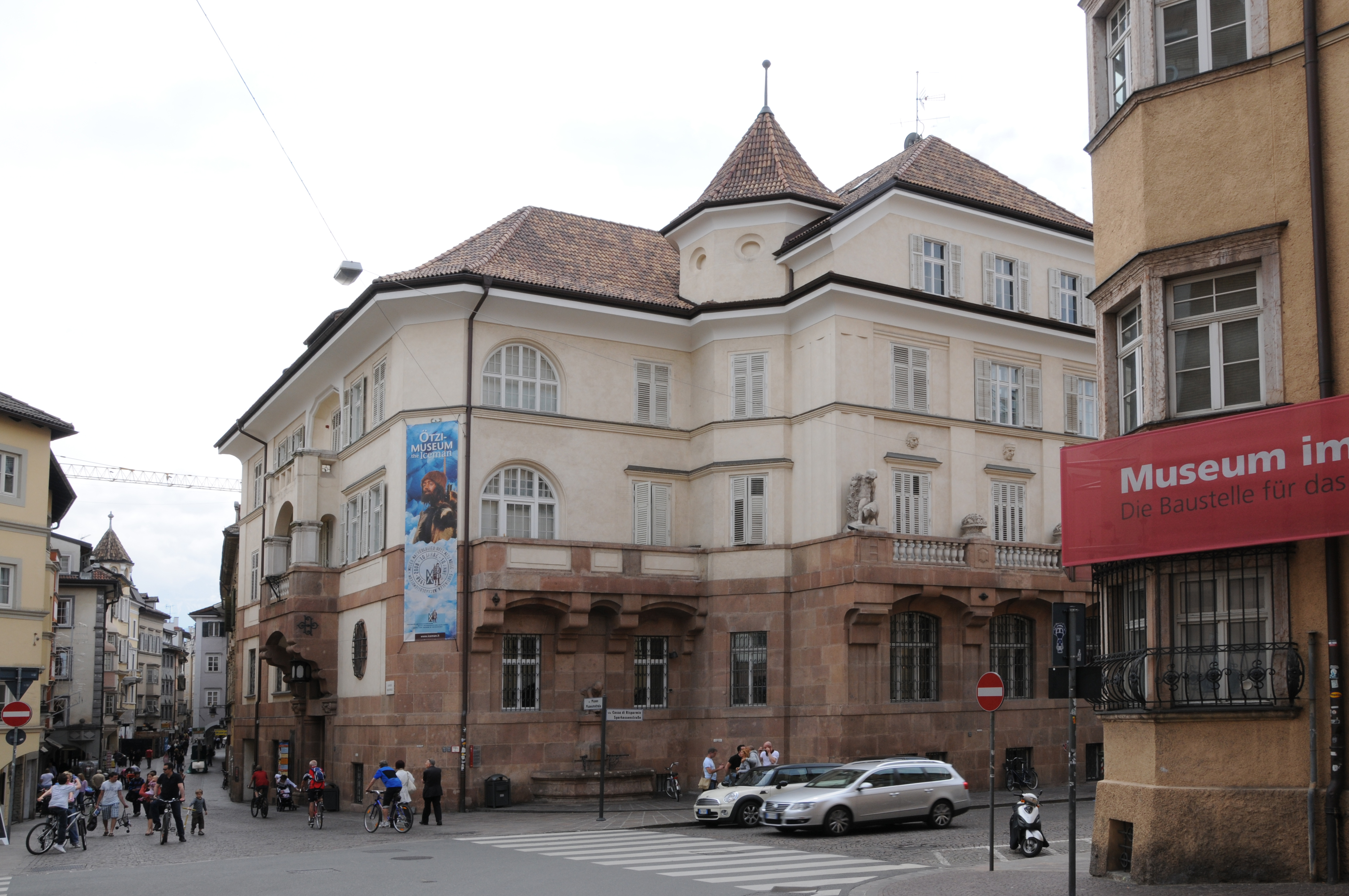
ボルツァーノ県立考古学博物館

ボルツァーノ県立考古学博物館（イタリア語: Museo archeologico provinciale di Bolzano）は、イタリアのボルツァーノにある考古学博物館。イタリアで有名なミイラ「氷の中からやってきた男」アイスマン（エッツィ）の「家」である。博物館は多くの見物客を四季にわたって受け入れている。
名称については、ボルツァーノ県が複数の呼称を持つことを反映し、南チロル考古学博物館（独: Südtiroler Archäologiemuseum）、アルト・アディジェ考古学博物館（伊: Museo Archeologico dell'Alto Adige）とも呼ばれる。

## 見所
アイスマンのほかにも博物館にはアルト・アディジェ周辺についての重要な展示物がある。旧石器時代の発見物や、より最近ではカール大帝時代のものである。
アルプス連山の南斜面の過去の映像が復元模型や、立体映像、ビデオ、インタラクティブなマルチメディア端末により触れることができる。常設展示のそばのスペースでは、特別展示、会議、講演会も絶えず行われている。
イタリア語、ドイツ語の両方が公用語とされている地域のため、展示解説は二言語で行われている。また博物館のしおりはこの二言語に加えて英語、フランス語、そして1999年時点では日本語版が存在していたが、現在日本語版はなくなっている。

## 建物
建物は博物館通り (via Museo) の中央にあり、市立博物館 (Museo civico) の正面にある。
元々、帝国時代にはオーストリア国立銀行として使われていた。1919年から1990年代までは、イタリア銀行があった。